# Doliu național

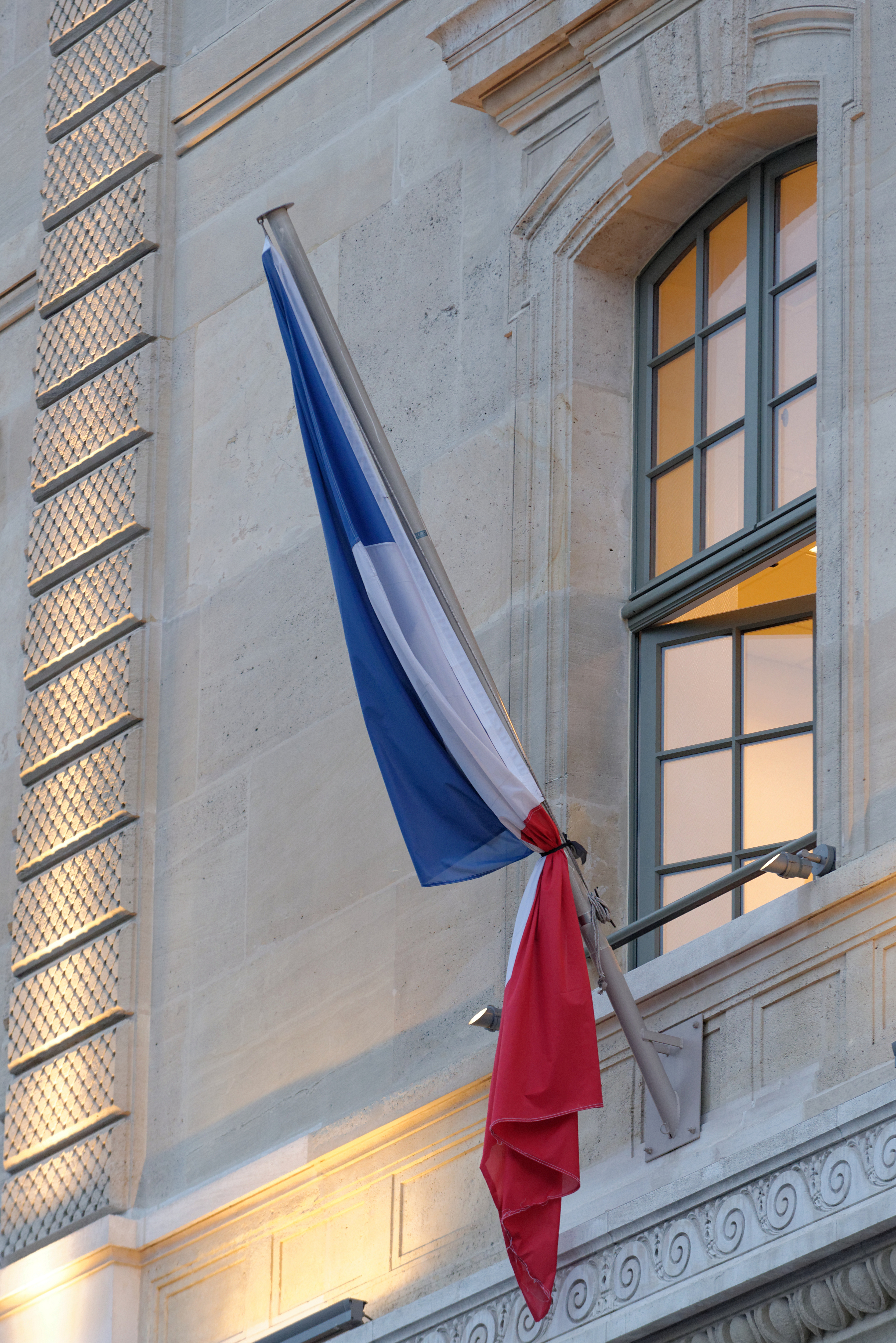
Drapel arborat în bernă cu ocazia doliului național decretat în Franța în urma atentatului asupra revistei Charlie Hebdo.

Doliul național este starea de doliu instituită de autoritățile unei țări pentru întregul teritoriu. Prin doliul național se marchează decesul unei persoane sau a mai multora, atunci când evenimentul tragic este considerat a fi de importanță națională.

## Generalități
Când evenimentul care duce la decretarea doliului național este decesul unei singure persoane, aceasta este de regulă o personalitate de mare importanță a țării, de exemplu un președinte, un prim-ministru, un monarh sau un membru al familiei sale, un conducător militar, un conducător religios sau o personalitate foarte apreciată de populație. Doliul național se poate institui și în urma decesului unui număr semnificativ de persoane produs, de exemplu, de o catastrofă naturală (inundație, cutremur etc.), un accident major (incendiu, accident aviatic, rutier etc.) sau un atac.
Doliul național este stabilit în mod oficial de către forurile cu putere de decizie ale țării respective: guvern, monarh, autoritatea militară sau religioasă etc.
Efectele doliului național sunt diverse și depind pe de o parte de legislația țării și de decizia autorității care a instituit doliul, iar pe de alta de uzanțele și tradițiile țării. Ele pot privi modul în care se arborează drapelele, îmbrăcămintea populației, amânarea sau anularea unor manifestări publice, schimbarea programelor de radio și televiziune, organizarea unui moment de reculegere, ritualuri religioase etc.
Uneori doliul național se declară pentru evenimente tragice petrecute în alte țări. De exemplu, după atentatele din 11 septembrie 2001 din Statele Unite ale Americii și după accidentul aviatic de la Smolensk din 2010, doliul național a fost instituit în semn de solidaritate în numeroase țări, chiar dacă nu au fost afectate direct.
De obicei, durata perioadei de doliu național este de o zi, mai rar două sau trei și foarte rar peste trei zile. Totuși, mai ales în țările cu regimuri autoritare sau dictatoriale, s-au înregistrat și perioade mult mai lungi. De exemplu, la moartea conducătorului absolut al Spaniei Francisco Franco în 1975 doliul național a durat 20 de zile, iar după decesul lui Kim Ir-sen în 1994 Coreea de Nord a intrat într-o perioadă de doliu național de trei ani.

## Doliul național în România
În România doliul național este menționat în Legea 75 din 16 iulie 1994 privind arborarea drapelului României, intonarea imnului național și folosirea sigiliilor cu stema României de către autoritățile și instituțiile publice. Această lege prevede la articolul 6 că în zilele de doliu național, stabilite de Guvern, drapelul național se arborează în bernă (coborât pe jumătate). Legea privește drapelele arborate permanent la sediul autorităților și instituțiilor publice, al partidelor politice, al sindicatelor, al instituțiilor de învățământ și cultură, la punctele de trecere a frontierei, inclusiv la aeroporturile cu trafic internațional, și pe toate ambarcațiunile care navighează sub pavilion românesc, precum și toate drapelele arborate temporar.
De regulă, prin hotărârile adoptate de Guvern cu fiecare ocazie în parte, doliul național produce schimbări în programul posturilor de radio și televiziune și al instituțiilor de cultură, precum și în derularea evenimentelor culturale, artistice sau sportive care fuseseră programate pentru zilele respective.
Din 1990 până azi în România au fost decretate următoarele zile de doliu național:
- 6 martie - 9 martie 1953: patru zile de doliu național în memoria Iosif Stalin[7]
- 20 martie - 24 martie 1965: cinci zile de doliu după moarte Secretar General al PCR Președinte al Consiliului de Stat al Republica Populară Română și Prim-ministru al României Gheorghe Gheorghiu-Dej[8]
- 18 septembrie 1976: o zi de doliu național cu ocazia funeraliilor Mao Zedong[9].
- 12 ianuarie 1990: o zi de doliu național în memoria victimelor Revoluției;
- 14 septembrie 2001: o zi de doliu național după atentatele din SUA din 11 septembrie;
- 14 martie 2004: o zi de doliu național în memoria victimelor atentatului de la Madrid din 11 martie;
- 8 aprilie 2005: o zi de doliu național la moartea Papei Ioan Paul al II-lea;
- 3 august 2007: o zi de doliu național cu ocazia funeraliilor Patriarhului Teoctist;
- 18 aprilie 2010: o zi de doliu național în memoria victimelor accidentului aviatic de la Smolensk, în care și-au pierdut viața președintele Poloniei, Lech Kaczyński, soția sa și mulți alți oficiali polonezi.[10]
- 26 iunie 2013: o zi de doliu național după accidentul de autocar în Muntenegru soldat cu moartea a 18 români.[11].
- 31 octombrie – 2 noiembrie 2015: trei zile de doliu național după incendiul izbucnit în clubul „Colectiv” din București.
- 24 martie 2016: o zi de doliu național după atentatele  teroriste de la Bruxelles din 22 martie[12].
- 13 august 2016: o zi de doliu național cu ocazia funeraliilor Reginei Ana.[13][14]
- 2 septembrie 2016: o zi de doliu național în memoria victimelor cutremurului din Italia din 24 august.[15]
- 14 decembrie - 16 decembrie 2017: trei zile de doliu național în memoria Regelui Mihai I al României.[16]
- 26 aprilie 2025: o zi de doliu național cu ocazia funeraliilor Papei Francisc[17]
- 7 august 2025: o zi de doliu național cu ocazia memoriei președintelui Ion Iliescu[18]

## Doliul național în Republica Moldova
În Republica Moldova zilele de doliu național se stabilesc prin decret prezidențial.
- 13 aprilie 2010: o zi de doliu național în memoria victimelor accidentului aviatic de la Smolensk, în care și-au pierdut viața președintele Poloniei, Lech Kaczyński, soția sa și mulți alți oficiali polonezi;[19]
- 3 iunie 2015: o zi de doliu național după prăbușirea elicopterului SMURD lângă satul Haragîș, raionul Cantemir, soldat cu decesul celor patru membri ai echipei: pilotul, copilotul, medicul și asistentul;[20]
- 17 septembrie 2015: o zi de doliu național cu ocazia funeraliilor actorului Mihai Volontir;[21]
- 16 noiembrie 2015: o zi de doliu național după Atentatele teroriste de la Paris;[22]
- 24 martie 2016: o zi de doliu național după atentatele  teroriste de la Bruxelles din 22 martie;[23]
- 13 august 2016: o zi de doliu național cu ocazia funeraliilor Reginei Ana;[24]
- 15 martie 2021: o zi de doliu național cu ocazia funeraliilor scriitorului Nicolae Dabija;[25]
- 9 iunie 2021: o zi de doliu național cu ocazia funeraliilor cântărețului Iurie Sadovnic.[26]
- 5 noiembrie 2021: o zi de doliu național cu ocazia funeraliilor pictoriței Valentina Rusu-Ciobanu.[27]
- 4 aprilie 2022: o zi de doliu național în memoria victimelor Invaziei Rusiei în Ucraina[28]
- 16 septembrie 2023: o zi de doliu național cu ocazia funeraliilor fostului președinte Mircea Snegur
- 2 octombrie 2023: o zi de doliu național cu ocazia funeraliilor scriitorului Ion Druță
- 28 februarie 2025: o zi de doliu național cu ocazia funeraliilor scriitorului Vladimir Beșleagă
- 5 iunie 2025: o zi de doliu național cu ocazia funeraliilor compozitorului Eugen Doga

## Alte țări
- După moartea lui Ayrton Senna pe 1 mai 1994, în Brazilia au fost decretate 3 zile de doliu.
- După moartea fostului președinte al Venezuelei Hugo Chávez pe 5 martie 2013, au fost decretate șapte zile de doilu în Venezuela, Bolivia, Nicaragua.
- Nelson Mandela a decedat pe 5 decembrie 2013. În Africa de Sud a fost decretată perioadă de doliu între 8 și 15 decembrie 2013.
- În Italia, 27 august 2016 a fost zi de doliu național în memoria victimelor cutremurului din Italia din 24 august.[29]
- Președintele Uzbekistanului Islam Karimov, a decedat pe 2 septembrie 2016. În Uzbekistan a fost decretată perioadă de doliu între 3 și 6 septembrie 2016.
- 13 octombrie 2016 (Thailanda): a fost decretată o perioadă de un an de doliu național după moartea regelui Bhumibol Adulyadej.[30]
- Trei zile de doliu național, după incendiile din Grecia în perioada 24-26 iulie 2018.[31]
- Pe 18 august 2018, în Italia a fost zi de doliu național pentru cei uciși în tragedia de la Genova.[32]
- În Argentina au fost decretate 3 zile de doliu național începând cu 26 noiembrie 2020, după decesul celebrului fotbalist Diego Maradona.[33]